# Campeonato Mundial de Esqui Estilo Livre de 2017 - Halfpipe masculino
A prova do halfpipe masculino do Campeonato Mundial de Esqui Estilo Livre de 2017 foi disputada entre os dias 16 e 18 de março em Serra Nevada,na Espanha.  Participaram 29 esquiadores de 11 nacionalidades.

## Medalhistas
| Ouro               | Prata             | Bronze              |
| Aaron Blunck (USA) | Mike Riddle (CAN) | Kévin Rolland (FRA) |

## Resultados

### Qualificação
29 esquiadores participaram do processo qualificatório. Os 10 melhores avançaram para a final.
| Pos. | Bib | Esquiador          | Nacionalidade  | 1ª descida | 2ª descida | Melhor | Notas |
| ---- | --- | ------------------ | -------------- | ---------- | ---------- | ------ | ----- |
| 1    | 13  | Mike Riddle        | Canadá         | 17.40      | 94.60      | 94.60  | Q     |
| 2    | 7   | Gus Kenworthy      | Estados Unidos | 93.40      | DNS        | 93.40  | Q     |
| 3    | 6   | David Wise         | Estados Unidos | 91.40      | 91.40      | 91.40  | Q     |
| 4    | 2   | Benoit Valentin    | França         | 84.80      | 90.40      | 90.40  | Q     |
| 5    | 5   | Noah Bowman        | Canadá         | 78.20      | 89.60      | 89.60  | Q     |
| 6    | 10  | Brendan Mackay     | Canadá         | 88.80      | DNS        | 88.80  | Q     |
| 7    | 1   | Kévin Rolland      | França         | 87.40      | 39.40      | 87.40  | Q     |
| 8    | 11  | Simon d'Artois     | Canadá         | 28.20      | 86.80      | 86.80  | Q     |
| 9    | 3   | Aaron Blunck       | Estados Unidos | 85.40      | 41.00      | 85.40  | Q     |
| 10   | 8   | Birk Irving        | Estados Unidos | 83.00      | 31.60      | 83.00  | Q     |
| 11   | 9   | Miguel Porteous    | Nova Zelândia  | 14.00      | 81.20      | 81.20  |       |
| 12   | 12  | Nico Porteous      | Nova Zelândia  | 74.80      | 4.80       | 74.80  |       |
| 13   | 20  | Lukas Müllauer     | Áustria        | 67.20      | 72.20      | 72.20  |       |
| 14   | 23  | Rafael Kreienbuehl | Suíça          | 20.40      | 70.00      | 70.00  |       |
| 15   | 14  | Finn Bilous        | Nova Zelândia  | 34.60      | 67.80      | 67.80  |       |
| 16   | 15  | Murray Buchan      | Grã-Bretanha   | 64.00      | 66.40      | 66.40  |       |
| 17   | 21  | Andreas Gohl       | Áustria        | 61.00      | 2.00       | 61.00  |       |
| 18   | 26  | Peter Speight      | Grã-Bretanha   | 6.20       | 59.20      | 59.20  |       |
| 19   | 18  | Marco Ladner       | Áustria        | 57.80      | 13.60      | 57.80  |       |
| 20   | 28  | Roman Egorov       | Rússia         | 55.40      | 54.60      | 55.40  |       |
| 21   | 16  | Pavel Chupa        | Rússia         | 51.40      | 26.40      | 51.40  |       |
| 22   | 27  | Mao Bingqiang      | China          | 46.60      | 3.00       | 46.60  |       |
| 23   | 29  | Kong Xiangrui      | China          | 41.00      | 15.40      | 41.00  |       |
| 24   | 31  | Lee Kang-Bok       | Coreia do Sul  | 31.40      | DNS        | 31.40  |       |
| 25   | 25  | Brendan Newby      | Irlanda        | 29.60      | 30.40      | 30.40  |       |
| 26   | 4   | Joel Gisler        | Suíça          | 11.20      | 24.20      | 24.20  |       |
| 27   | 22  | Ryan Murphy        | Nova Zelândia  | 15.60      | 8.60       | 15.60  |       |
| 28   | 17  | Frederick Iliano   | Suíça          | 12.80      | 13.60      | 13.60  |       |
| 29   | 19  | Kim Kwang-Jin      | Coreia do Sul  | 8.80       | 4.20       | 8.80   |       |

### Final
Os 10 esquiadores disputaram no dia 18 de março a final da prova.
| Pos.              | Bib | Esquiador       | Nacionalidade  | 1ª descida | 2ª descida | 3ª descida | Melhor |
| ----------------- | --- | --------------- | -------------- | ---------- | ---------- | ---------- | ------ |
| Medalha de ouro   | 3   | Aaron Blunck    | Estados Unidos | 91.80      | 41.80      | 85.60      | 91.80  |
| Medalha de prata  | 13  | Mike Riddle     | Canadá         | 72.80      | 89.60      | 89.40      | 89.60  |
| Medalha de bronze | 1   | Kévin Rolland   | França         | 88.40      | 13.20      | 49.80      | 88.40  |
| 4                 | 6   | David Wise      | Estados Unidos | 18.40      | 14.20      | 87.00      | 87.00  |
| 5                 | 8   | Birk Irving     | Estados Unidos | 67.20      | 86.80      | 82.80      | 86.80  |
| 6                 | 5   | Noah Bowman     | Canadá         | 85.80      | 43.80      | 23.40      | 85.80  |
| 7                 | 10  | Brendan Mackey  | Canadá         | 82.80      | 41.80      | 16.60      | 82.80  |
| 8                 | 2   | Benoit Valentin | França         | 9.20       | 7.20       | 82.60      | 82.60  |
| 9                 | 11  | Simon d'Artois  | Canadá         | 7.20       | 8.40       | 39.40      | 39.40  |
| 10                | 7   | Gus Kenworthy   | Estados Unidos | 6.60       | 18.80      | 24.00      | 24.00  |

Legenda
| Recorde mundial       | Recorde mundial (World record)               |                       | Recorde africano                      | Recorde africano (African) |                                           | Q | Classificado por posição (Qualified) |
| Recorde do campeonato | Recorde do campeonato (Championship record)  | Recorde da América    | Recorde da América (Americas)         | q                          | Classificado por melhor tempo (Qualified) |   |                                      |
| Melhor marca do ano   | Melhor marca do ano (World leading)          | Recorde asiático      | Recorde asiático (Asian)              | DNS                        | Não largou (Did not start)                |   |                                      |
| Recorde nacional      | Recorde nacional (National record)           | Recorde europeu       | Recorde europeu (European)            | DNF                        | Não terminou (Did not finish)             |   |                                      |
| Recorde pessoal       | Recorde pessoal do atleta (Personal best)    | Recorde da Oceania    | Recorde da Oceania (Oceania)          | DSQ / DQ                   | Desclassificado (Disqualified)            |   |                                      |
| Recorde da temporada  | Recorde da temporada do atleta (Season best) | Recorde sul-americano | Recorde sul-americano (South America) | NM                         | Sem marca (No mark)                       |   |                                      |